# Aeródromo Quellón
El aeródromo Quellón (OACI: SCON) es un terminal aéreo ubicado junto a la localidad de Quellón, Provincia de Chiloé, Región de Los Lagos, Chile. Este aeródromo es de carácter público.